# Jaan Koha
Jaan Koha (* 17. Dezember 1929 in Tartu; † 15. November 1993 in Tallinn) war ein estnischer Komponist.

## Leben
Jaan Koha bekam seinen ersten Musikunterricht vom Vater. Von 1942 bis 1949 studierte er Klavier an der Tartuer Musikschule und von 1949 bis 1954 Komposition bei Mart Saar und Heino Eller am Staatlichen Tallinner Konservatorium (heute Estnische Musik- und Theaterakademie).
Von 1950 bis 1954 und von 1958 bis 1964 war Jaan Koha als Tonregisseur bei Eesti Raadio und von 1954 bis 1958 als Musiklehrer in Tartu tätig. Von 1966 bis 1983 war er Sekretär des Komponistenverbands der Estnischen SSR (estnisch ENSV Heliloojate Liit).
Ab 1979 war er darüber hinaus Dozent für Musiktheorie an der Pädagogischen Universität Tallinn, ab 1990 im Rang eines Professors. Er wurde mit zahlreichen estnischen Künstlerpreisen ausgezeichnet.

## Komponist
Jaan Koha ist seit 1953 auch als Komponist bekannt geworden. Zu seinen berühmtesten Werken gehören das Ballett Kaubamaja (1962), die Kantaten Laul Parteist, Laul Leninist und Laul Kodumaast für gemischten Chor und Orchester (1960–1969). Daneben schrieb er drei Sinfonien (1960, 1968 und 1982), zwei Klavierkonzerte (1958 und 1973) sowie zahlreiche Kinderlieder, Filmkompositionen und Bühnenmusiken.